# Call of the Forest
Call of the Forest è un film del 1949 diretto da John F. Link Sr..
È un western avventuroso statunitense per ragazzi con Robert Lowery, Ken Curtis e Chief Thundercloud.

## Produzione
Il film, diretto da John F. Link Sr. su una sceneggiatura di Craig Burns, fu prodotto da Edward Finney per la Screen Guild Productions e girato dal settembre 1947. I titoli di lavorazione furono  Untamed e The Flaming Forest.

## Distribuzione
Il film fu distribuito negli Stati Uniti dal 18 novembre 1949 al cinema dalla Screen Guild Productions. È stato distribuito anche in Grecia con il titolo Thanasimi mahi.

## Promozione
Le tagline sono:
- ... WILD STALLIONS IN MORTAL COMBAT!
- WONDROUS ANIMALS!
- RAGING FOREST FIRES!
- THRILL... to the call of FOREST ADVENTURE!
- Sounds and Fury... Of Nature In The Raw!